# Почеп (станция)
По́чеп — железнодорожная станция на линии Брянск — Гомель. Расположена в одноименном городе Брянской области, между станциями Красный Рог и Жудилово. В границах станции находится платформа 76 км. Станция возникла в 1887 году при строительстве Полесских железных дорог. Обслуживает город Почеп и прилегающие к нему населенные пункты.

## Расписание движения

### Поезда дальнего следования
На станции останавливаются все проходящие по линии регулярные поезда дальнего следования.
| № поезда | Маршрут движения         | № поезда | Маршрут движения         | Примечание                                                               |
| -------- | ------------------------ | -------- | ------------------------ | ------------------------------------------------------------------------ |
| 85       | Москва — Климов          | 86       | Климов — Москва          |                                                                          |
| 131      | Москва — Новозыбков      | 132      | Новозыбков — Москва      | Дополнительный поезд, назначающийся в дни увеличенного пассажиропотока.  |
| 149      | Минеральные Воды — Минск | 150      | Минск — Минеральные Воды | Не в ходу с 24.03.2020.                                                  |
| 201, 203 | Москва — Новозыбков      | 202, 204 | Новозыбков — Москва      | Дополнительные поезда, назначающиеся в дни увеличенного пассажиропотока. |
| 301      | Адлер — Минск            | 302      | Минск — Адлер            |                                                                          |
| 389      | Анапа — Минск            | 390      | Минск — Анапа            | Не в ходу с 22.03.2020.                                                  |

### Пригородные поезда
Прямые пригородные поезда связывают Почеп с Брянском, Выгоничами и Унечей, а с учётом стыковочных рейсов ещё с Клинцами и Новозыбковом.